# Сущинская, Екатерина Михайловна
Екатерина Михайловна Сущинская — советская шашистка (русские шашки). Победитель двух довоенных Чемпионатов СССР среди женщин (1936, 1937). Тренер Борис Абрамович Миротин.
На первом чемпионате страны Екатерина Сущинская победила не проиграв ни одной партии.
"Екатерина Сущинская почти все свои партии за черных приводила к коловым позициям. "
По воспоминаниям патриарха шахматной композиции, писателя-фантаста Александра Петровича Казанцева, приведенным в произведении "Роковая мина", до войны Оля (так!) Сущинская играла за заводскую команду из Подмосковья, вместе с легендарным шахматным композитором Михаилом Николаевичем Платовым (5 доска), будущим мастером Евгением Александровичем Загорянским (1 доска), самим начинающим тогда этюдистом на третьей доске .